# Zoomorfosi
In botanica, la zoomorfosi è un processo di modificazione della normale forma di un organismo vegetale provocato dall'infezione da parte di un parassita o simbionte animale.
La pianta colpita sviluppa evidenti malformazioni nei suoi organi, che possono assumere, tra le altre, la forma di galle.
Tra i parassiti in grado di innescare processi di zoomorfosi vi sono gli imenotteri Andricus quercuscalicis e Cynips tinctoria, che attaccano le piante del genere Quercus, alcuni ditteri del genere Tephritidae, alcune specie di afidi come Melaphis chinensis e i nematodi del genere Meloidogyne.